# Slîvnîțea, Starîi Sambir
Slîvnîțea (în ucraineană Сливниця) este un sat în comuna Slohîni din raionul Starîi Sambir, regiunea Liov, Ucraina.

## Demografie
Componența lingvistică a localității Slîvnîțea
     Ucraineană (100%)
Conform recensământului din 2001, toată populația localității Slîvnîțea era vorbitoare de ucraineană (100%).